# 趙開心
趙開心（？—1663年），字靈伯，號洞門，湖廣長沙（今湖南）人，明末清初政治人物，進士出身。

## 生平
天啓七年（1627年）丁卯科鄉試第二十一名舉人，崇禎七年（1634年）甲戌科進士，兵部观政，八年授山东武定州知州，九年丁忧归乡，十一年起补赵州知州，十三年考察降调，十五年降補永平府推官，軍前效用。升授户部主事，管官禄米仓，官至兵部职方司員外郎，督师參。甲申明亡後降順，官司務。後又降清。
順治元年（1644年）授陝西道監察御史、巡視南城。順治二年（1645年）任都察院左僉都御史。順治八年（1651年）升都察院左僉都御史、都察院左都御史。順治九年（1652年）因其子趙而忭以南明隆武鄉試舉人身份參加清朝會試一事被參劾革職。
順治十一年（1654年）改太僕寺卿。順治十二年（1655年）任戶部右侍郎。同年，降太僕寺丞、後改太僕寺少卿、協理兵部督捕事。次年，任鴻臚寺右少卿。順治十六年（1659年）任太僕寺少卿。康熙二年（1663年）以工部尚書銜，任總督倉場、戶部右侍郎。

## 延伸阅读
[在维基数据编辑]
 《清史稿·卷244》，出自趙爾巽《清史稿》